# Chelaseius austrellus
Chelaseius austrellus är en spindeldjursart som först beskrevs av Athias-Henriot 1967.  Chelaseius austrellus ingår i släktet Chelaseius och familjen Phytoseiidae. Inga underarter finns listade i Catalogue of Life.